# تانگ یائو
تانگ یائو (انگلیسی: Tong Yao; ۱۱ اوت ۱۹۸۵ – ) بازیگر اهل چین بود. وی از سال ۲۰۰۲ میلادی تاکنون مشغول فعالیت بوده است.